# Pierreval
Pierreval là một xã thuộc tỉnh Seine-Maritime trong vùng Normandie miền bắc nước Pháp.

## Dân số
| 1962                                 | 1968 | 1975 | 1982 | 1990 | 1999 | 2006 |
| ------------------------------------ | ---- | ---- | ---- | ---- | ---- | ---- |
| 117                                  | 135  | 154  | 348  | 358  | 328  | 438  |
| Từ năm 1962: Dân số không tính trùng |      |      |      |      |      |      |

## People
- Marie Juliette Louvet, grandmother of prince Rainier III of Monaco, was born here in 1867.